# Un air de famille (film, 1996)
Pour les articles homonymes, voir Un air de famille.
Pour plus de détails, voir Fiche technique et Distribution.
Un air de famille est un film français réalisé par Cédric Klapisch et sorti en 1996. Il s'agit de l'adaptation de la pièce de théâtre du même nom d'Agnès Jaoui et Jean-Pierre Bacri.

## Synopsis
La famille Ménard se réunit toutes les semaines « Au Père Tranquille », le café tenu par Henri, le fils aîné. Cette fois-ci, elle s'y rassemble pour célébrer le 35e anniversaire de Yolande, épouse de Philippe, le cadet. Pendant que l'on attend Arlette, la femme d'Henri qui, on l'apprendra en début de film, vient tout juste de quitter le domicile conjugal, les petites préoccupations de Philippe, cadre dans une société d'informatique, prennent rapidement le pas sur les politesses d'usage. Comme sa mère ne manque jamais de le rappeler, celui-ci occupe une position importante dans une grande entreprise de programmation de la région. Elle s'inquiète également du célibat de sa fille Betty, la benjamine, qui sort secrètement avec Denis, le serveur du « Père tranquille ». Alors que les vieilles rancunes ressurgissent, le ton ne cesse de monter jusqu'à l'avènement d'un nouvel ordre familial.

## Fiche technique
- Titre original : Un air de famille
- Titre international : Family Resemblances
- Réalisation : Cédric Klapisch
- Scénario : Cédric Klapisch, Agnès Jaoui et Jean-Pierre Bacri
- Décors : François Emmanuelli et Périne Barre
- Photographie : Benoît Delhomme
- Musique : Philippe Eidel
- Supervision musicale : Valérie Lindon (Ré Flexe Music)
- Montage : Francine Sandberg
- Costumes : Corinne Jorry
- Pays d'origine :  France
- Sociétés de production : Téléma, Le Studio Canal +, France 2 Cinéma et Cofimage 7
- Producteur délégué : Jacques Hinstin
- Sociétés de distribution : Agora Films ( Suisse), Vertigo Films (en) ( Espagne), Mongrel Media (en) ( Canada), Artistas Argentinas Asociados (es) ( Argentine) et BAC Films (France)
- Format : 2.35:1 - couleur - Panavision anamorphique - 35mm
- Son : Dolby stéréo
- Postproduction : Laboratoires Eclair
- Genre : comédie
- Durée : 110 minutes
- Langue : français
- Classification du film : Tous publics
- Visa d'exploitation no 87 955
- Budget : 3.8M€[2]
- Dates de sortie : 
  -  : 6 novembre 1996
  -  : 12 juin 1998
  - DVD : 24 avril 2001
  - VOD : 1er avril 2007

## Distribution
- Jean-Pierre Bacri : Henri Ménard, le patron du café
- Jean-Pierre Darroussin : Denis, l'employé du café
- Catherine Frot : "Yoyo" Yolande Ménard, épouse de Philippe
- Agnès Jaoui : Betty Ménard, sœur d'Henri
- Claire Maurier : la mère
- Wladimir Yordanoff : Philippe Ménard, frère d'Henri
- Cédric Klapisch : le père en 1967
- Antoine Chappey : le voisin de la cité
- Zinedine Soualem : un consommateur
- Walter Debergh : un consommateur
- Albert Parisio : un consommateur
- Sophie Simon : la mère en 1967
- Alain Guillo : le présentateur TV
- Aurélie Remacle[3] : Betty en 1967
- Nicolas Taieb : Henri en 1967
- Ludovic Taieb : Philippe en 1967
- Romain Le Grand : Kevin

## Production

### Genèse et développement
Le film est inspiré de la pièce de théâtre Un air de famille de Jean-Pierre Bacri et Agnès Jaoui, deuxième pièce du couple d'auteurs, après Cuisine et Dépendances. Ces deux pièces ont chacune obtenu le Molière du meilleur spectacle comique (respectivement en 1992 et 1995).
La distribution du film est identique à celle de la pièce.

### Tournage
Les scènes d'intérieur du film ont été tournées en studio, aux studios SETS de Stains.
Les scènes d'extérieur du film ont été tournées à Stains (1, place de la Grande Ceinture), au "Café de la Gare", fermé depuis. Le passage à niveau a été supprimé depuis. Jean-Pierre Bacri essaye d'interpeller sa compagne depuis le passage Elisabeth de Saint-Ouen (Seine-Saint-Denis).

### Musiques additionnelles
Sauf indication contraire, les informations mentionnées dans cette section peuvent être confirmées par le générique de fin de l'œuvre audiovisuelle présentée ici, ainsi que par la base de données cinématographiques IMDb,  présente dans la section « Liens externes ».
- Les scènes de flash-back sont systématiquement accompagnées de la chanson Come prima interprétée par Dalida.
- La musique sur laquelle Jean-Pierre Darroussin et Catherine Frot dansent un rock plein de rythme est People Have the Power, de Patti Smith, créditée "Patty" au générique de fin.
- La chanson clôturant le film est Una furtiva lagrima issue de l'opéra L'Élixir d'amour écrit par Gaetano Donizetti et ici interprétée par Caruso (qui est également le nom que donne Jean-Pierre Bacri à son chien immobile).

## Accueil
- Box-office France : 2 442 289 entrées
- Box-office Europe : 2 665 680 entrées[5]

## Distinctions

### Récompenses
- César 1997 :
  - Meilleur second rôle masculin pour Jean-Pierre Darroussin
  - Meilleur second rôle féminin pour Catherine Frot
  - Meilleur scénario, original ou adaptation pour Cédric Klapisch, Agnès Jaoui et Jean-Pierre Bacri
- Prix spécial du jury et du public au Festival de Montréal 1996[6].
- Lumières de la presse internationale 1997 :
  - Meilleur réalisateur pour Cédric Klapisch
  - Meilleur scénario, original ou adaptation pour Cédric Klapisch, Agnès Jaoui et Jean-Pierre Bacri

### Nominations
- César 1997 :
  - Meilleur réalisateur pour Cédric Klapisch
  - Meilleur film
  - Meilleur second rôle féminin pour Agnès Jaoui
  - Meilleur producteur pour Charles Gassot